# Fadil Sulejmani
Fadil Sulejmani (mac. Фадиљ Сулејмани; ur. 5 grudnia 1940 w Bozowcach, zm. 11 lutego 2013 w Prisztinie) – jugosłowiański i macedoński albanista pochodzenia albańskiego, pierwszy rektor Państwowego Uniwersytetu w Tetowie (1995–2002). Profesor zwyczajny nauk humanistycznych, doktor honoris causa Państwowego Uniwersytetu w Tetowie.

## Życiorys
Ukończył szkołę podstawową oraz średnią w Tetowie, odbył następnie studia na Uniwersytecie w Prisztinie. Kontynuował naukę na poziomie studiów magisterskich w jednej z uczelni w Belgradzie, następnie obronił doktorat na Uniwersytecie w Prisztinie.
Pracował jako nauczyciel języków albańskiego oraz łacińskiego w szkołach w Obiliciu i w Mitrowicy. Od 1971 do 1993 wykładał albanistykę na Uniwersytecie w Prisztinie, po dwóch latach został profesorem zwyczajnym tegoż uniwersytetu. Skorzystał ze stypendium Fundacji Alexandra von Humboldta, w ramach którego przez dwa lata przebywał w Niemczech w celach naukowych.
W 1990 roku zaangażował się w działalność społeczną, m.in. do sierpnia 1991 przewodził stowarzyszeniu Bashkësia Kulturore Shqiptare në Maqedoni. Należał do grona założycieli powołanego do życia w 1994 roku Państwowego Uniwersytetu w Tetowie; 8 stycznia 1995 roku został wybrany na pierwszego rektora tejże uczelni, pełnił tę funkcję do 2002 roku. W latach 90. został skazany na karę dwóch lat pozbawienia wolności, jednak zwolniono go już po roku odbywania kary.
17 grudnia 2012 roku otrzymał tytuł doktora honoris causa Państwowego Uniwersytetu w Tetowie. Zmarł 11 lutego 2013 roku w Prisztinie, został pochowany na cmentarzu w Tetowie.
Był autorem ponad 10 prac oraz ponad 200 artykułów publikowanych w czasopismach naukowych.

## Wybrane prace naukowe[1][2]
- E mbsuame e krështerë e Lekë Matrëngës (1979)
- Praktikumi i Gjuhës së Sotme Shqipe (1981, 1984)
- Lindja, martesa dhe vdekja në Malësitë e Tetovës (1988)
- Hapi historik i universitetit tonë (1994)
- Fonetika e gjuhës gjermane (1995)
- Morfologjia e gjuhës gjermane (1995)
- Njohuri për Gjermaninë dhe popullin e saj (1995)